# Los fantasmas burlones
Los fantasmas burlones es una película de comedia musical y fantasía mexicana de 1965, dirigida por Rafael Baledón, escrita por Pancho Córdova y Fernando Galiana, y protagonizada por Germán Valdés «Tin-Tan», Manuel «Loco Valdés», Adalberto Martínez «Resortes» y Antonio Espino «Clavillazo», junto a las actrices, María Eugenia San Martín, Sonia Infante, Marga López y María Victoria. Esta es la única película en la que Tin-Tan, el Loco Valdés, Resortes y Clavillazo protagonizan exclusivamente juntos, y la última parte de una trilogía de películas filmadas por los Valdés, precedida por Dos fantasmas y una muchacha (1959) y Locura de terror (1961), aunque Resortes y Clavillazo reaparecerían juntos en La marchanta (1973).

## Argumento
En un parque de diversiones, Ojitos, como el mago "El Gran Grigorio" (Adalberto Martínez «Resortes»), embauca con su cómplice Manitas (Antonio Espino «Clavillazo») al pueblerino Crescencio y otros incautos. Éste hace aparecer a los fantasmas del inglés Cyril Ludovico Churchill (Germán Valdés «Tin-Tan»), y el francés Françoise de Lavalier (Manuel «Loco» Valdés), quienes se presentan con gran éxito en la carpa. Gloria (Maria Eugenia San Martín) y Lucha (Sonia Infante) se entusiasman con los espectros para dar celos a sus novios estafadores. Con un nuevo conjuro los magos desaparecen a los espíritus y la periodista Berta Sandoval (Marga López) hace que los enjuicien por farsantes. En la cárcel los hechiceros hacen reaparecer las visiones, quienes enamorados de Berta la hacen cambiar de opinión. Al final después de derrotar a los malhechores, Ojitos y Manitas se reencuentran con sus novias para probar su inocencia.

## Reparto
- Germán Valdés «Tin-Tan» como Cyril Ludovico Churchill
- Manuel «El Loco» Valdés como François de Lavalier
- Adalberto Martínez «Resortes» como Ojitos
- Antonio Espino «Clavillazo» como Manitas
- María Eugenia San Martín como Gloria
- Sonia Infante como Lucha
- Marga López como Berta Sandoval
- María Victoria
- Armando Soto La Marina «El Chicote» como Crescencio Godinez, cliente de Ojitos
- Marcelo Chávez como Gerente de carpa
- Ramón Valdés como Empleado de feria
- Joe Carson
- Manuel Alvarado como Juez

### Sin acreditar
- Armando Acosta como Comisario
- Daniel Arroyo como Espectador de corte
- Victorio Blanco como Espectador de corte
- Armando Gutiérrez
- Leonor Gómez como Mujer barbuda en feria
- Pepe Hernández como Hombre en carnaval
- Cecilia Leger
- Dorotea Ramirez
- Carlos León como Hombre con telescopio
- Concepción Martínez como Clienta anciana de Manitas